# Vaucheria litorea
Vaucheria litorea és una alga verda-groga que creix en forma de filaments. A més, és una espècie comuna intermareal d'aigües costaneres i de pantans salobres de l'oceà Atlàntic nord al llarg de les costes d'Europa i Amèrica del Nord. Així mateix pot trobar-se a l'est de l'oceà Pacífic, a les costes de l'estat de Washington. També és capaç de tolerar una gamma gran de salinitats, fent-lo eurihalí. Com la major part d'algues, V. litorea obté la seva energia per la fotosíntesi que passa en els seus cloroplasts. Aquests orgànuls de V. litorea contenen els següents pigments fotosintètics: clorofil·la a, clorofil·la c, ß-carotè, i el carotenoide diadinoxantina. V. litorea és consumit per la bavosa de mar Elysia chlorotica, però és digerit només parcialment per conservar els cloroplasts en un procés anomenat cleptoplàstia. El llimac de mar s'alimenta, conservant els cloroplasts en l'emmagatzematge de cèl·lules al llarg de la via digestiva del llimac. Aquests orgànuls segueixen fotosintetitzant, proporcionant energia a la bavosa, i contribuint a la coloració insòlita d'aquesta per seva distribució a tot arreu del budell extensivament bifurcada.